# 罗布·邓恩
罗布·邓恩（英語：Robert Dunn，1975年—）是一位美国生物学家和科普作家，北卡罗来纳州立大学应用生态学系教授，曾获得富布赖特项目资助，主要作品有《勇敢的心：心脏科学与外科手术的传奇故事》（The Man Who Touched His Own Heart）、《我們的身體，想念野蠻的自然 : 人體的原始記憶與演化》（The Wild Life of Our Bodies : Predators, Parasites, and Partners That Shape Who We Are Today）、《生命探究的伟大史诗》（Every Living Thing: Man's Obsessive Quest to Catalog Life, from Nanobacteria to New Monkeys）等。